# قصائد إيدا

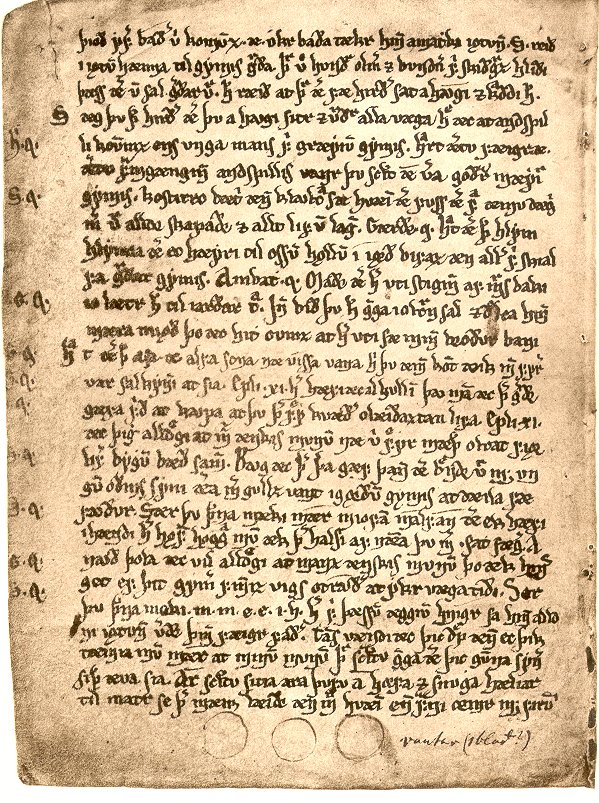
مخطوطة آيسلندية قديمة تحتوي على جزء من قصيدة إيدا.

إيدا وجمعها  قصائد إيداس (بالإنجليزية: eddas)‏ و(بالأيسلندية: Eddur) تطلق على مجموعة من القصائد (الملاحم) النوردية والتي تم كتابتها في آيسلندا في بداية القرن الثالث عشر الميلادي وبالرغم من كتابتها في القرن الثالث عشر الميلادي فالعديد من القصائد تعود إلى فترات زمنية أبعد. وتعتبر هذه القصائد من أهم المصادر التي تسرد الميثولوجيا النوردية الذي قام بكتابتها وتدوينها الشاعر الرائد سنوري ستورلوسون والذي كان زعيماً قبلياً وسياسياً في أيسلندا.

## قصائد إيدا الشعرية
أُعيدت كتابة قصائد نثر إيدا بعد حوالي خمسين عاماً منذ ظهورها لتكون قصائد شعرية بدلاً من كونها نثرية، ومن ثم سميت بقصائد إيدا الشعرية (بالإنجليزية: Poetic Edda)‏، وتتكون من تسعة وعشرين قصيدة طويلة، منها إحدى عشرة معنية بالآلهة الألمانية. بقية القصائد تحكي قصص أبطال أسطوريين مثل سيغورد ألفولسونغ (البطل سيغفريد حسب قصيدة نيبيلونغينليد الألمانية). بالرغم من أن عدداً من الباحثين والخبراء يعتقدون أن قصائد إيدا الشعرية كتبت عقب قصائد إيدا النثرية وغيرها من القصائد إلا أن اللغة الشعرية والحكايات في القصائد تبدو وكأنها نظمت قبل عدة قرون من كتابتها.

## إنظر أيضاً
- قصائد إيدا النثرية والشعرية على ويكي مصدر باللغة الإنكليزية